# Per Nørgård
Per Nørgård (født 13. juli 1932 i Gentofte, død 28. maj 2025) var en dansk komponist og i sin generation den mest betydningsfulde blandt danske komponister. Han er blevet betegnet som "den største danske komponist siden Carl Nielsen".

## Liv og karriere
Per Nørgård blev født i Gentofte i 1932. Han startede som dreng med at komponere musik til små sangtekster, som hans bror Bent skrev, og som sammen med avancerede tegnede billedshows blev opført under halvårlige familieforestillinger. Som 17-årig studerede Nørgård privat hos Vagn Holmboe og derefter formelt på Det Kongelige Danske Musikkonservatorium (DKDM) hos Holmboe, Finn Høffding og Herman David Koppel. Fra 1956 til 1957 studerede han efterfølgende i Paris hos Nadia Boulanger, som havde undervist mange af tidens førende komponister. Nørgård fik hurtigt sine egne lærerstillinger, først ved Det Fynske Musikkonservatorium i 1958 og siden ved DKDM i 1960. Hans elever ved sidstnævnte var blandt andet komponisten Carl Davis. Mellem 1958 og 1962 var Nørgård musikkritiker på Politiken. Han forlod disse stillinger for at undervise i komposition ved Det Jyske Musikkonservatorium i 1965. Her underviste han mange senerehen store komponister, blandt andet Hans Abrahamsen, Hans Gefors, Karl Aage Rasmussen og Bent Sørensen.
Til at begynde med var han stærkt påvirket af Jean Sibelius, Carl Nielsen og Vagn Holmboes nordiske stilarter. I 1960'erne begyndte Nørgård at udforske de modernistiske teknikker fra Centraleuropa og udviklede endelig et serielt kompositionssystem baseret på den såkaldte uendelighedsrække, som han brugte i sin Rejse ind i den gyldne skærm, 2. og 3. symfoni, I Ching og andre værker i slutningen af 1960'erne og 70'erne. Senere blev han interesseret i den schweiziske kunstner Adolf Wölfli, som inspirerede mange af Nørgårds værker.

### Uendelighedsrækken
Nørgårds musik indeholdt ofte brugen af uendelighedsrækken til at serialisere melodi, harmoni og rytme i musikalsk komposition. Metoden har fået sit navn fra den uendelige selvsimilære karakter af det resulterende musikalske materiale.

## Udvalgte værker
Denne liste er ufuldstændig; hjælp gerne med at udfylde den.

### Operaer
- Labyrinten (1963)
- Gilgamesh (1972)
- Siddharta (1974-79)
- Der göttliche Tivoli (Det guddommelige cirkus) (1983)
- Orfeus: Den uendelige sang (1988)
- Nuit des Hommes (1996)

### Orkestral
- Symfonier
  - Symfoni nr. 1 Sinfonia austera (1953–55)
  - Symfoni nr. 2 (1970)
  - Symfoni nr. 3 (1972-75)
  - Symfoni nr. 4 Indisk Rosenhave og Kinesisk Hekseø (1981)
  - Symfoni nr. 5 (1987-90)
  - Symfoni nr. 6 Når alt kommer til alt (1999)
  - Symfoni nr. 7 (2004-06)
  - Symfoni nr. 8 (2010-11)
- Metamorfosi for strygere (1954)
- Konstellationer for strygere (1958)
- Iris (1966)
- Luna (1967)
- Rejse ind i den gyldne skærm (1968)
- Drømmespil (1975)
- Twilight (1977)

### Filmmusik
- Manden der tænkte ting. (1969)
- Babettes gæstebud (1987)

## Priser og anerkendelser
- Lilie Boulanger-Prisen (1957)
- Carl Nielsen Legatet (1969, 2001)
- Nordisk Råds Musikpris (1974)
- Henrik Steffens Prisen (1988)
- Léonie Sonnings Musikpris (1996)
- Sibeliusprisen (2006)
- Ernst von Siemens Musik Pris (2016)[12]